# Lekkoatletyka na Letnich Igrzyskach Olimpijskich 1960
Lekkoatletyka na Letnich Igrzyskach Olimpijskich 1960 – zawody lekkoatletyczne rozgrywane podczas igrzysk olimpijskich w Rzymie. Odbywały się od 31 sierpnia do 8 września. Areną zmagań lekkoatletów był stadion olimpijski w Rzymie. Przeprowadzono 34 konkurencje, w których wystartowało 1016 zawodników (812 mężczyzn i 204 kobiety) z 72 krajów. Najlepszy wynik medalowy osiągnęła amerykańska sprinterka Wilma Rudolph, która zdobyła 3 złote medale.

## Rezultaty

### Mężczyźni
| Konkurencja:                              | 1. miejsce                                                              | Rezultat     | 2. miejsce                                                                     | Rezultat  | 3. miejsce                                                                                   | Rezultat  | Źródło        |
| Bieg na 100 m (szczegóły)                 | Armin Hary                                                              | 10,2 =OR     | David Sime                                                                     | 10,2 =OR  | Peter Radford                                                                                | 10,3      | [ 1 ] [ 2 ]   |
| Bieg na 200 m (szczegóły)                 | Livio Berruti                                                           | 20,5 =WR     | Lester Carney                                                                  | 20,6      | Abdoulaye Seye                                                                               | 20,7      | [ 3 ] [ 4 ]   |
| Bieg na 400 m (szczegóły)                 | Otis Davis                                                              | 44,9 WR      | Carl Kaufmann                                                                  | 44,9 WR   | Malcolm Spence                                                                               | 45,5      | [ 5 ] [ 6 ]   |
| Bieg na 800 m (szczegóły)                 | Peter Snell                                                             | 1:46,3 OR    | Roger Moens                                                                    | 1:46,5    | George Kerr                                                                                  | 1:47,1    | [ 7 ] [ 8 ]   |
| Bieg na 1500 m (szczegóły)                | Herb Elliott                                                            | 3:35,6 WR    | Michel Jazy                                                                    | 3:38,4    | István Rózsavölgyi                                                                           | 3:39,2    | [ 9 ] [ 10 ]  |
| Bieg na 5000 m (szczegóły)                | Murray Halberg                                                          | 13:43,4      | Hans Grodotzki                                                                 | 13:44,6   | Kazimierz Zimny                                                                              | 13:44,8   | [ 11 ] [ 12 ] |
| Bieg na 10 000 m (szczegóły)              | Piotr Bołotnikow                                                        | 28:32,2 OR   | Hans Grodotzki                                                                 | 28:37,0   | Dave Power                                                                                   | 28:32,2   | [ 13 ] [ 14 ] |
| Maraton (szczegóły)                       | Abebe Bikila                                                            | 2:15:16,2 OR | Rhadi Ben Abdesselam                                                           | 2:15:41,6 | Barry Magee                                                                                  | 2:17:18,2 | [ 15 ] [ 16 ] |
| Bieg na 110 m przez płotki (szczegóły)    | Lee Calhoun                                                             | 13,8         | Willie May                                                                     | 13,8      | Hayes Jones                                                                                  | 14,0      | [ 17 ] [ 18 ] |
| Bieg na 400 m przez płotki (szczegóły)    | Glenn Davis                                                             | 49,3 OR      | Clifton Cushman                                                                | 49,6      | Dick Howard                                                                                  | 49,7      | [ 19 ] [ 20 ] |
| Bieg na 3000 m z przeszkodami (szczegóły) | Zdzisław Krzyszkowiak                                                   | 8:34,2 OR    | Nikołaj Sokołow                                                                | 8:36,4    | Siemion Rżyszczyn                                                                            | 8:42,2    | [ 21 ] [ 22 ] |
| Sztafeta 4 × 100 m (szczegóły)            | Niemcy · Bernd Cullmann · Armin Hary · Walter Mahlendorf · Martin Lauer | 39,5         | ZSRR · Gusman Kosanow · Łeonid Barteniew · Jurij Konowałow · Edwin Ozolin      | 40,1      | Wielka Brytania · Peter Radford · David Jones · David Segal · Nick Whitehead                 | 40,2      | [ 23 ] [ 24 ] |
| Sztafeta 4 × 400 m (szczegóły)            | Stany Zjednoczone · Jack Yerman · Earl Young · Glenn Davis · Otis Davis | 3:02,2 WR    | Niemcy · Hans-Joachim Reske · Manfred Kinder · Johannes Kaiser · Carl Kaufmann | 3:02,7    | Federacja Indii Zachodnich · Malcolm Spence · James Wedderburn · Keith Gardner · George Kerr | 3:04,0    | [ 25 ] [ 26 ] |
| Chód na 20 km (szczegóły)                 | Wołodymyr Hołubnyczy                                                    | 1:34:07,2    | Noel Freeman                                                                   | 1:34:16,4 | Stan Vickers                                                                                 | 1:34:56,4 | [ 27 ] [ 28 ] |
| Chód na 50 km (szczegóły)                 | Don Thompson                                                            | 4:25:30,0 OR | John Ljunggren                                                                 | 4:25:47,0 | Abdon Pamich                                                                                 | 4:27:55,4 | [ 29 ] [ 30 ] |
| Skok w dal (szczegóły)                    | Ralph Boston                                                            | 8,12 OR      | Bo Roberson                                                                    | 8,11      | Igor Ter-Owanesian                                                                           | 8,04      | [ 31 ] [ 32 ] |
| Trójskok (szczegóły)                      | Józef Szmidt                                                            | 16,81 OR     | Władimir Goriajew                                                              | 16,63     | Witold Kriejer                                                                               | 16,43     | [ 33 ] [ 34 ] |
| Skok wzwyż (szczegóły)                    | Robert Szawłakadze                                                      | 2,16 OR      | Walerij Brumel                                                                 | 2,16      | John Thomas                                                                                  | 2,14      | [ 35 ] [ 36 ] |
| Skok o tyczce (szczegóły)                 | Don Bragg                                                               | 4,70 OR      | Ron Morris                                                                     | 4,60      | Eeles Landström                                                                              | 4,55      | [ 37 ] [ 38 ] |
| Pchnięcie kulą (szczegóły)                | Bill Nieder                                                             | 19,68 OR     | Parry O’Brien                                                                  | 19,11     | Dallas Long                                                                                  | 19,01     | [ 39 ] [ 40 ] |
| Rzut dyskiem (szczegóły)                  | Al Oerter                                                               | 59,18 OR     | Rink Babka                                                                     | 58,02     | Dick Cochran                                                                                 | 57,16     | [ 41 ] [ 42 ] |
| Rzut młotem (szczegóły)                   | Wasilij Rudienkow                                                       | 67,10 OR     | Gyula Zsivótzky                                                                | 65,79     | Tadeusz Rut                                                                                  | 65,64     | [ 43 ] [ 44 ] |
| Rzut oszczepem (szczegóły)                | Wiktor Cybułenko                                                        | 84,64        | Walter Krüger                                                                  | 79,36     | Gergely Kulcsár                                                                              | 78,57     | [ 45 ] [ 46 ] |
| Dziesięciobój (szczegóły)                 | Rafer Johnson                                                           | 8392 pkt. OR | Yang Chuan-kwang                                                               | 8334 pkt. | Wasilij Kuzniecow                                                                            | 7809 pkt. | [ 47 ] [ 48 ] |

### Kobiety
| Konkurencja:                          | 1. miejsce                                                                           | Rezultat  | 2. miejsce                                                               | Rezultat | 3. miejsce                                                                            | Rezultat | Źródło        |
| Bieg na 100 m (szczegóły)             | Wilma Rudolph                                                                        | 11,0      | Dorothy Hyman                                                            | 11,3     | Giuseppina Leone                                                                      | 11,3     | [ 49 ] [ 50 ] |
| Bieg na 200 m (szczegóły)             | Wilma Rudolph                                                                        | 24,0      | Jutta Heine                                                              | 24,4     | Dorothy Hyman                                                                         | 24,7     | [ 51 ] [ 52 ] |
| Bieg na 800 m (szczegóły)             | Ludmiła Szewcowa                                                                     | 2:04,3 WR | Brenda Jones                                                             | 2:04,4   | Ursula Donath                                                                         | 2:05,6   | [ 53 ] [ 54 ] |
| Bieg na 80 m przez płotki (szczegóły) | Irina Press                                                                          | 10,8      | Carole Quinton                                                           | 10,9     | Gisela Birkemeyer                                                                     | 11,0     | [ 55 ] [ 56 ] |
| Sztafeta 4 × 100 m (szczegóły)        | Stany Zjednoczone · Martha Hudson · Lucinda Williams · Barbara Jones · Wilma Rudolph | 44,5      | Niemcy · Martha Langbein · Anni Biechl · Brunhilde Hendrix · Jutta Heine | 44,8     | Polska · Teresa Wieczorek · Barbara Janiszewska · Celina Jesionowska · Halina Richter | 45,0     | [ 57 ] [ 58 ] |
| Skok w dal (szczegóły)                | Wira Krepkina                                                                        | 6,37 OR   | Elżbieta Krzesińska                                                      | 6,27     | Hildrun Claus                                                                         | 6,21     | [ 59 ] [ 60 ] |
| Skok wzwyż (szczegóły)                | Iolanda Balaș                                                                        | 1,85 OR   | Jarosława Jóźwiakowska Dorothy Shirley                                   | 1,71     | -                                                                                     | -        | [ 61 ] [ 62 ] |
| Pchnięcie kulą (szczegóły)            | Tamara Press                                                                         | 17,32 OR  | Johanna Lüttge                                                           | 16,61    | Earlene Brown                                                                         | 16,42    | [ 63 ] [ 64 ] |
| Rzut dyskiem (szczegóły)              | Nina Ponomariowa                                                                     | 55,10 OR  | Tamara Press                                                             | 52,59    | Lia Manoliu                                                                           | 52,36    | [ 65 ] [ 66 ] |
| Rzut oszczepem (szczegóły)            | Elvīra Ozoliņa                                                                       | 55,98 OR  | Dana Zátopková                                                           | 53,78    | Birutė Kalėdienė                                                                      | 53,45    | [ 67 ] [ 68 ] |

## Klasyfikacja medalowa
| Miejsce | Kraj                       | Złoto | Srebro | Brąz | Razem |
| 1       | Stany Zjednoczone          | 12    | 8      | 6    | 26    |
| 2       | ZSRR                       | 11    | 5      | 5    | 21    |
| 3       | Niemcy                     | 2     | 8      | 3    | 14    |
| 4       | Polska                     | 2     | 2      | 3    | 7     |
| 5       | Nowa Zelandia              | 2     | 0      | 1    | 3     |
| 6       | Wielka Brytania            | 1     | 3      | 4    | 8     |
| 7       | Australia                  | 1     | 2      | 1    | 4     |
| 8       | Włochy                     | 1     | 0      | 2    | 3     |
| 9       | Rumunia                    | 1     | 0      | 1    | 2     |
| 10      | Etiopia                    | 1     | 0      | 0    | 1     |
| 11      | Węgry                      | 0     | 1      | 2    | 3     |
| 12      | Francja                    | 0     | 1      | 1    | 2     |
| 13      | Belgia                     | 0     | 1      | 0    | 1     |
| 13      | Czechosłowacja             | 0     | 1      | 0    | 1     |
| 13      | Maroko                     | 0     | 1      | 0    | 1     |
| 13      | Republika Chińska          | 0     | 1      | 0    | 1     |
| 13      | Szwecja                    | 0     | 1      | 0    | 1     |
| 18      | Federacja Indii Zachodnich | 0     | 0      | 2    | 2     |
| 19      | Finlandia                  | 0     | 0      | 1    | 1     |
| 19      | Związek Południowej Afryki | 0     | 0      | 1    | 1     |